# Monique Ohsan-Bellepeau
Monique Ohsan-Bellepeau (ur. 1942) – maurytyjska polityk i dziennikarka, wiceprezydent Mauritiusa od 13 listopada 2010 do 4 kwietnia 2016. Pełniąca obowiązki prezydenta od 31 marca do 21 lipca 2012 oraz ponownie od 29 maja do 5 czerwca 2015. 

## Życiorys
Monique Ohsan-Bellepeau urodziła się w 1942. Ukończyła przyklasztorną szkołę średnią Couvent de Lorette w Quatre Bornes. W latach 1965–1967 oraz 1987-1993 pracowała jak prezenterka w publicznej telewizji. Od 1972 do 1973 pracowała w Izbie Handlu Mauritiusa, a w latach 1978-1985 w Departamencie ds. Imigracji w Ministerstwie Spraw Zagranicznych Australii. 
Po zaangażowaniu się w życie polityczne na początku lat 90., wstąpiła do Partii Pracy Mauritiusa (Mauritian Labor Party, MLP). W wyborach parlamentarnych w 1995 uzyskała mandat deputowanej do Zgromadzenia Narodowego, który pełniła do 2000. W latach 1997–2000 zajmowała stanowisko wiceminister rozwoju wsi i rozwoju miejskiego w pierwszym rządzie premiera Navina Ramgoolama. Od 2002 do 2010 prawowała w sektorze prywatnym. 
Od sierpnia 2007 do listopada 2010 pełniła funkcję przewodniczącej Partii Pracy Mauritiusa. W 2007 została odznaczona Orderem Gwiazdy i Klucza Oceanu Indyjskiego. 
11 listopada 2010 została wybrana przez Zgromadzenie Narodowe na urząd wiceprezydenta Mauritiusa, po śmierci Angidiego Chettiara. 13 listopada 2010 została zaprzysiężona na stanowisku. 31 marca 2012 przejęła obowiązki prezydenta, po rezygnacji ze stanowiska przez Anerooda Jugnautha w sprzeciwie wobec polityki rządu premiera Ramgoolama. Pełniła je do 21 lipca 2012, kiedy urząd objął nowy prezydent Rajkeswur Purryag. Ponownie obowiązki prezydenta pełniła od 29 maja 2015 do 5 czerwca 2015, po rezygnacji z urzędu przez Purryaga. 4 kwietnia 2016 na stanowisku wiceprezydenta Mauritiusa zastąpił ją Barlen Vyapoory.
Jest zamężna z przedsiębiorcą Josephem Yves'em Bellepeau, ma dwóch synów, adwokatów.